# Stefan Mitrović
Stefan Mitrović (en serbio cirílico: Стефан Митровић; Belgrado, Yugoslavia, 22 de mayo de 1990) es un futbolista serbio que juega como defensa en el K. A. A. Gante de la Primera División de Bélgica.

## Trayectoria
El 7 de mayo de 2013 firmó un contrato de 5 años con el S. L. Benfica. Fue cedido el 22 de enero de 2014 hasta final de temporada al Real Valladolid C. F. En julio de 2014 fichó por el S. C. Friburgo.
Tras su paso por Alemania jugó en Bélgica y Francia, en julio de 2021 regresó a España tras firmar con el Getafe Club de Fútbol por tres temporadas. Estuvo dos y media, en las que jugó 68 partidos y marcó dos goles, y el 1 de febrero de 2024 volvió al K. A. A. Gante.

## Estadísticas

### Clubes
Actualizado al último partido disputado el 30 de octubre de 2024.
| Club                                   | Div.          | Temporada     | Liga  | Liga  | Copas nacionales | Copas nacionales | Copas internacionales | Copas internacionales | Total | Total |
| Club                                   | Div.          | Temporada     | Part. | Goles | Part.            | Goles            | Part.                 | Goles                 | Part. | Goles |
| -------------------------------------- | ------------- | ------------- | ----- | ----- | ---------------- | ---------------- | --------------------- | --------------------- | ----- | ----- |
| F. C. Petržalka 1898 · Eslovaquia      | 1.ª           | 2009-10       | 9     | 0     | 0                | 0                | ―                     | ―                     | 9     | 0     |
| F. C. Petržalka 1898 · Eslovaquia      | Total club    | Total club    | 9     | 0     | 0                | 0                | 0                     | 0                     | 9     | 0     |
| F. C. Zbrojovka Brno · República Checa | 1.ª           | 2010-11       | 8     | 0     | 0                | 0                | ―                     | ―                     | 8     | 0     |
| F. C. Zbrojovka Brno · República Checa | Total club    | Total club    | 8     | 0     | 0                | 0                | 0                     | 0                     | 8     | 0     |
| F. K. Metalac Gornji Milanovac Serbia  | 1.ª           | 2011-12       | 21    | 0     | 1                | 0                | ―                     | ―                     | 22    | 1     |
| F. K. Metalac Gornji Milanovac Serbia  | Total club    | Total club    | 21    | 1     | 1                | 0                | 0                     | 0                     | 22    | 1     |
| K. V. Kortrijk · Bélgica               | 1.ª           | 2012-13       | 22    | 3     | 6                | 0                | ―                     | ―                     | 28    | 3     |
| K. V. Kortrijk · Bélgica               | Total club    | Total club    | 22    | 3     | 6                | 0                | 0                     | 0                     | 28    | 3     |
| S. L. Benfica "B" Portugal             | 2.ª           | 2013-14       | 8     | 0     | ―                | ―                | ―                     | ―                     | 8     | 0     |
| S. L. Benfica "B" Portugal             | Total club    | Total club    | 8     | 0     | 0                | 0                | 0                     | 0                     | 8     | 0     |
| Real Valladolid C. F. · España         | 1.ª           | 2013-14       | 16    | 0     | 0                | 0                | ―                     | ―                     | 16    | 0     |
| Real Valladolid C. F. · España         | Total club    | Total club    | 16    | 0     | 0                | 0                | 0                     | 0                     | 16    | 0     |
| S. C. Friburgo · Alemania              | 1.ª           | 2014-15       | 14    | 0     | 2                | 0                | ―                     | ―                     | 16    | 0     |
| S. C. Friburgo · Alemania              | Total club    | Total club    | 14    | 0     | 2                | 0                | 0                     | 0                     | 16    | 0     |
| K. A. A. Gante · Bélgica               | 1.ª           | 2015-16       | 26    | 1     | 5                | 0                | 7                     | 0                     | 38    | 1     |
| K. A. A. Gante · Bélgica               | 1.ª           | 2016-17       | 37    | 2     | 2                | 0                | 13                    | 1                     | 52    | 3     |
| K. A. A. Gante · Bélgica               | 1.ª           | 2017-18       | 19    | 0     | 2                | 1                | 2                     | 0                     | 23    | 1     |
| R. C. Estrasburgo Alsacia Francia      | 1.ª           | 2018-19       | 34    | 0     | 5                | 0                | ―                     | ―                     | 39    | 0     |
| R. C. Estrasburgo Alsacia Francia      | 1.ª           | 2019-20       | 23    | 1     | 4                | 0                | 5                     | 0                     | 32    | 1     |
| R. C. Estrasburgo Alsacia Francia      | 1.ª           | 2020-21       | 32    | 2     | 1                | 0                | ―                     | ―                     | 33    | 1     |
| R. C. Estrasburgo Alsacia Francia      | Total club    | Total club    | 89    | 3     | 10               | 0                | 5                     | 0                     | 104   | 3     |
| Getafe C. F. · España                  | 1.ª           | 2021-22       | 32    | 1     | 0                | 0                | ―                     | ―                     | 32    | 1     |
| Getafe C. F. · España                  | 1.ª           | 2022-23       | 22    | 0     | 0                | 0                | —                     | —                     | 22    | 0     |
| Getafe C. F. · España                  | 1.ª           | 2023-24       | 11    | 1     | 3                | 0                | —                     | —                     | 14    | 1     |
| Getafe C. F. · España                  | Total club    | Total club    | 65    | 2     | 3                | 0                | 0                     | 0                     | 68    | 2     |
| K. A. A. Gante · Bélgica               | 1.ª           | 2023-24       | 15    | 2     | —                | —                | 2                     | 0                     | 17    | 2     |
| K. A. A. Gante · Bélgica               | 1.ª           | 2024-25       | 10    | 0     | 1                | 0                | 6                     | 1                     | 17    | 1     |
| K. A. A. Gante · Bélgica               | Total club    | Total club    | 107   | 5     | 10               | 1                | 30                    | 2                     | 147   | 8     |
| Total carrera                          | Total carrera | Total carrera | 359   | 14    | 32               | 1                | 35                    | 2                     | 426   | 17    |

## Palmarés

### Campeonatos nacionales
| Título                     | Club              | País    | Año  |
| -------------------------- | ----------------- | ------- | ---- |
| Copa de la Liga de Francia | R. C. Estrasburgo | Francia | 2019 |